# Grešlové Mýto
Grešlové Mýto (en allemand : Gröschlmaut) est une commune du district de Znojmo, dans la région de Moravie-du-Sud, en République tchèque. Sa population s'élevait à 209 habitants en 2020.

## Géographie
Grešlové Mýto est arrosée par la Jevišovka, un affluent de la Dyje, et se trouve à 10 km au sud-est de Moravské Budějovice, à 19 km au nord-ouest de Znojmo, à 58 km à l'ouest-sud-ouest de Brno et à 161 km au sud-est de Prague.
La commune est limitée par Blanné et Prokopov au nord, par Boskovštejn au nord-est et à l'est, par Pavlice au sud, par Ctidružice à l'ouest et par Blížkovice au nord-ouest.

## Histoire
La première mention écrite de la localité date de 1700.